# En (Sumeria)
En, ēn o EN (Borger 2003 nº 164 ; U+12097 𒂗, véase también Ensi) es el término cuneiforme sumerio para "señor" o "sacerdote". Originalmente, parece que el título hubiera sido utilizado para designar un sumo sacerdote o suma sacerdotisa de una divinidad tutelar de una ciudad-estado sumeria, posición que implicaba también un poder político. Como título exclusivamente sacerdotal, En aparece frecuentemente en Ur, desde el período de Akkad, como es el caso de la "Suma Sacerdotisa En" del dios lunar Nanna, En-hedu-ana, la primera titular acadia conocida que llevó el título de "Sacerdotisa En" (2285-2250 a. C.). 
Puede haber sido el título original de los gobernantes de Uruk, únicos casos aparentes que implican también una titulación real. Enmerkar, Lugalbanda y Gilgamesh aparecen en himnos y literatura épica como "En de Kulab", una zona de Uruk.
Deidades:
- DEN.LÍL
- DEN.KI
- DEN.GURUN
- DEN.ZU

## Cartas de Amarna:bêlu
Las cartas de Amarna (c. 1350 a. C.) utilizan EN para bêlu, el "Señor" acadio, aunque no exclusivamente. La escritura más común es 'be' + 'li', para hacer "bêlí", o su equivalente. Algunos ejemplos de cartas con el cuneiforme 'EN' son las EA (de "El Amarna") 152, EA 254 y EA 282, tituladas:"Una demanda por el reconocimiento", de Abimilku, "Ni rebeldes ni delincuentes (2)", de Labayu y "Sólo", de Shuwardata.
Principalmente, su utilización se encuentra en la carta de presentación, referencias formulistas al faraón, indicando típicamente:
"Al rey (faraón), Mi Señor, (hablando) así..."
Las cartas también repiten la fraseología del "Rey, mi Señor", a veces por partida doble, como en la carta EA 34, (usando be-li, como bêlu), "La recriminación del faraón respondió", del rey de Alashiya.